# Korektura (biologija)
Termin korektura se koristi u genetici za označavanje procesa korekcije grešaka. Termin su uveli Džon Hopfield i Žak Ninio u kontekstu replikacije DNK, specifičnosti imunskog sistema, enzimskog prepoznavanja supstrata i niza drugih procesa koji zahtevaju povećanu specifičnost. Mehanizmi korekture su neravnotežni procesi koji konzumiraju ATP radi povećanja specifičnosti raznih biohemijskih reakcija.
Kod bakterija, sve tri DNK polimeraze (I, II, i III) su one koje imaju sposobnost korekture, koristeći 3'->5' aktivnost egzonukleaze. Kad se prepozna nekorektni bazni par, DNK polimeraza promeni svoj smer za jedan par baza DNK i ukloni nesparenu bazu. Nakon isecanja, polimeraza može da umetne korektnu bazu i replikacija se nastavlja.
Kod eukariota jedine polimeraze koje vrše produžavanje lanca (γ, δ i ε) imaju sposobnost korekture (3'->5' egzonukleazno dejstvo).
Korektura se takođe javlja pri translaciji iRNK tokom proteinske sinteze. U ovom slučaju, jedan od mehanizama je otpuštanje svake nekorektne aminoacil-tRNK pre formiranja peptidne veze.

## Literatura
- Nicholas C. Price; Lewis Stevens (1999). Fundamentals of Enzymology: The Cell and Molecular Biology of Catalytic Proteins (Third изд.). USA: Oxford University Press. ISBN 019850229X.
- Eric J. Toone (2006). Advances in Enzymology and Related Areas of Molecular Biology, Protein Evolution (Volume 75 изд.). Wiley-Interscience. ISBN 0471205036.
- Branden C; Tooze J. Introduction to Protein Structure. New York, NY: Garland Publishing. ISBN 0-8153-2305-0.
- Irwin H. Segel. Enzyme Kinetics: Behavior and Analysis of Rapid Equilibrium and Steady-State Enzyme Systems (Book 44 изд.). Wiley Classics Library. ISBN 0471303097.
- William P. Jencks (1987). Catalysis in Chemistry and Enzymology. Dover Publications. ISBN 0486654605.

## Spoljašnje veze
- Korektura DNK
- Korektura DNK polimerazama ε i δ